# Anne B. Ragde

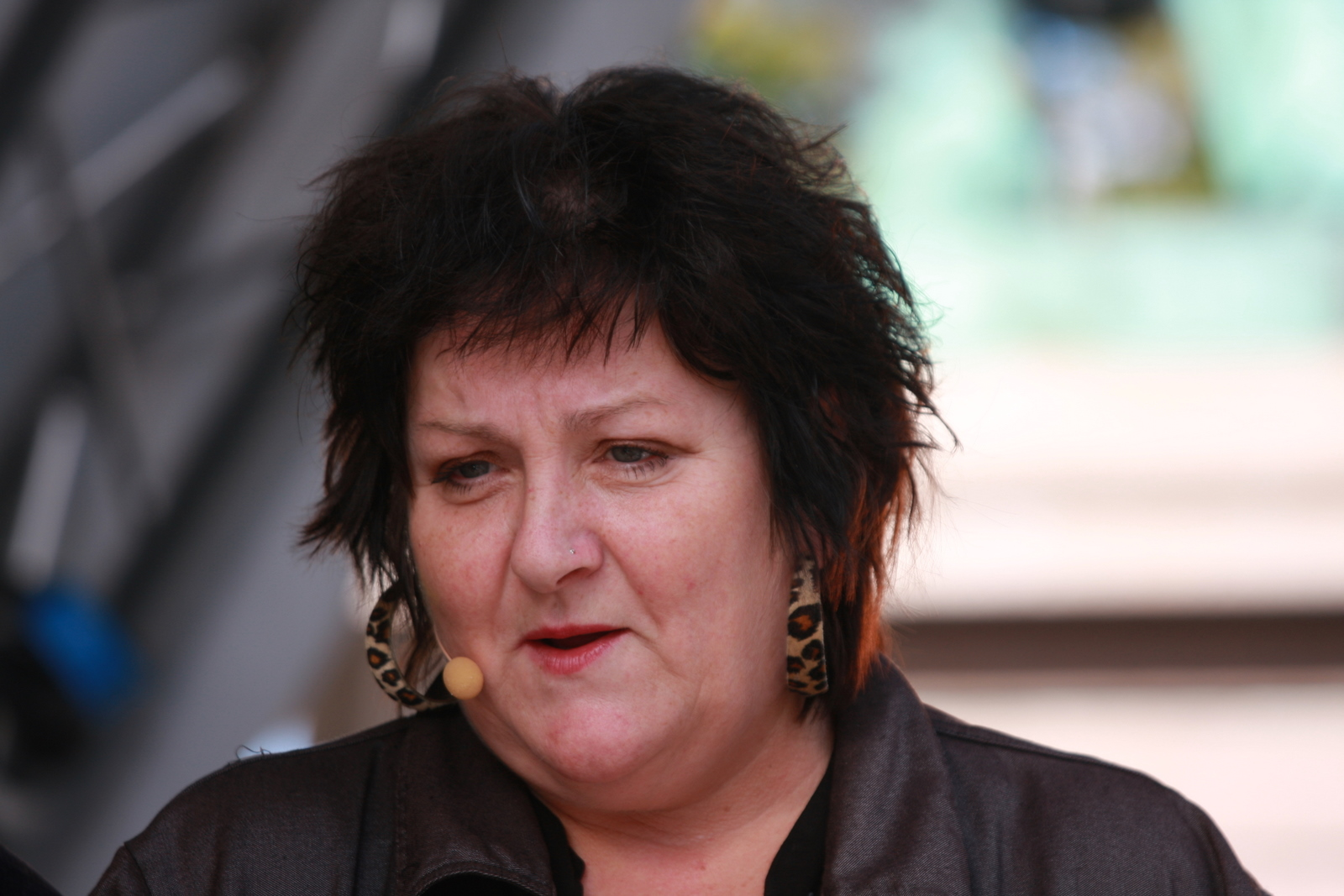
Anne B. Ragde, 2010

Anne Birkefeldt Ragde (* 3. Dezember 1957 in Odda) ist eine norwegische Schriftstellerin.

## Leben
Ragde zählt zu den beliebtesten Autorinnen der Gegenwart, ihre Bücher erreichten in Norwegen bereits 2008 eine Gesamtauflage von einer Million.
Sie schreibt Kinder- und Jugendbücher, Kurzgeschichten und Kriminalromane. Ihre Bücher wurden in 15 Sprachen übersetzt.
Heute lebt sie in Trondheim.

## Auszeichnungen
- Brageprisen 2001
- Kultur- og kirkedepartementets pris for barne- og ungdomslitteratur 2001
- Riksmålsforbundets litteraturpris 2004 für Berlinerpoplene
- Bokhandlerprisen 2005 für Eremittkrepsene (Einsiedlerkrebse)
- Den norske leserprisen 2005[1]

## In Deutschland erschienene Werke (Auswahl)
- 1998 Ein kalter Tag in der Hölle. DTV, München 1998, ISBN 978-3-423-20087-5.
- 1999 Aus nächster Nähe. Bertelsmann, München 1999, ISBN 978-3-570-12347-8.
- 2000 Tod im Fjord. Goldmann, München 2000, ISBN 978-3-442-44696-4.
- 2004 Der Muttermörder. Goldmann, München 2004, ISBN 978-3-442-44958-3.
- 2007 Das Lügenhaus. btb, München 2007, (Die Lügenhaus-Serie, Band 1), ISBN 978-3-442-75193-8.
- 2008 Der Arsenturm. btb, München 2008, ISBN 978-3-442-73878-6, 2013 unter neuem Titel Das Erbstück. btb, München 2013, ISBN 978-3-442-74501-2.
- 2008 Einsiedlerkrebse. btb, München 2008, (Die Lügenhaus-Serie, Band 2), ISBN 978-3-442-75167-9.
- 2009 Hitzewelle. btb, München 2009, (Die Lügenhaus-Serie, Band 3), ISBN 978-3-442-75225-6.
- 2010 Die Liebesangst. btb, München 2010, ISBN 978-3-442-75266-9.
- 2012 Ich werde Dich so glücklich machen. btb, München 2012, ISBN 978-3-442-75366-6.
- 2017 Sonntags in Trondheim. btb, München 2017, (Die Lügenhaus-Serie, Band 4), ISBN 978-3-442-75737-4.
- 2019 Die Liebhaber. btb, München 2019, (Die Lügenhaus-Serie, Band 5), ISBN 978-3-442-75786-2.
- 2022 Rückkehr. btb, München 2022, (Die Lügenhaus-Serie, Band 6), ISBN 978-3-442-77262-9.
- 2023 Herzensbrecher. btb, München 2023,  ISBN 978-3-442-77384-8.